# لويس أسبريلا
لويس أسبريلا (بالإسبانية: Luis Asprilla)‏ هو لاعب كرة قدم كولومبي في مركز الدفاع، ولد في 6 ديسمبر 1977 في مدينة كالي في كولومبيا. شارك مع منتخب كولومبيا لكرة القدم. أما مع النوادي، فقد لعب مع أتليتيكو بوكارامانغا وأمريكا دي كالي وأوليمبو وديبورتيس توليما وديبورتيفو بيريرا ونادي إيميلك ونادي ميلوناريوس.

## وصلات خارجية
- لويس أسبريلا على موقع قاعدة بيانات كرة القدم.إي يو (الإنجليزية)
- لويس أسبريلا على موقع ناشيونال فوتبول تيمز (الإنجليزية)